# Nguyen Van Thieu

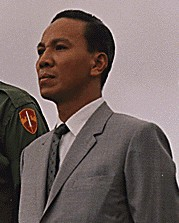
Nguyen Van Thieu in 1966.

Nguyễn Văn Thiệu (Ninh Thuan, 5 april 1923 - Boston, 29 september 2001) was van 1965 tot 1975 president van Zuid-Vietnam.

## Achtergrond en opleiding
Nguyen Van Thieu was de zoon van een kleine landbezitter in de Phamrang provincie. Hij bezocht de Franse school in Hué en sloot zich voor korte tijd aan bij de Vietminh (communisten), maar werd daarna militair in het Franse koloniale leger. In 1949 werd hij bevorderd tot 2de luitenant.
Nguyen Van Thieu trouwde met een telg uit een belangrijke rooms-katholieke Vietnamese familie. Als gevolg van zijn huwelijk bekeerde hij zich tot het rooms-katholicisme.
Na 1949 werd Nguyen Van Thieu een officier in het Zuid-Vietnamese leger van keizer Bảo Đại. Na de volledige soevereiniteit van Zuid-Vietnam na de Akkoorden van Genève in 1954, werd hij bevorderd tot luitenant-kolonel.
Hij was commissaris van de Vietnamese Militaire Academie en nam op 2 februari 1963 deel aan de staatsgreep die de Zuid-Vietnamese president Ngo Dinh Diem ten val bracht. Hij werd daarna bevorderd tot brigadegeneraal.

## President

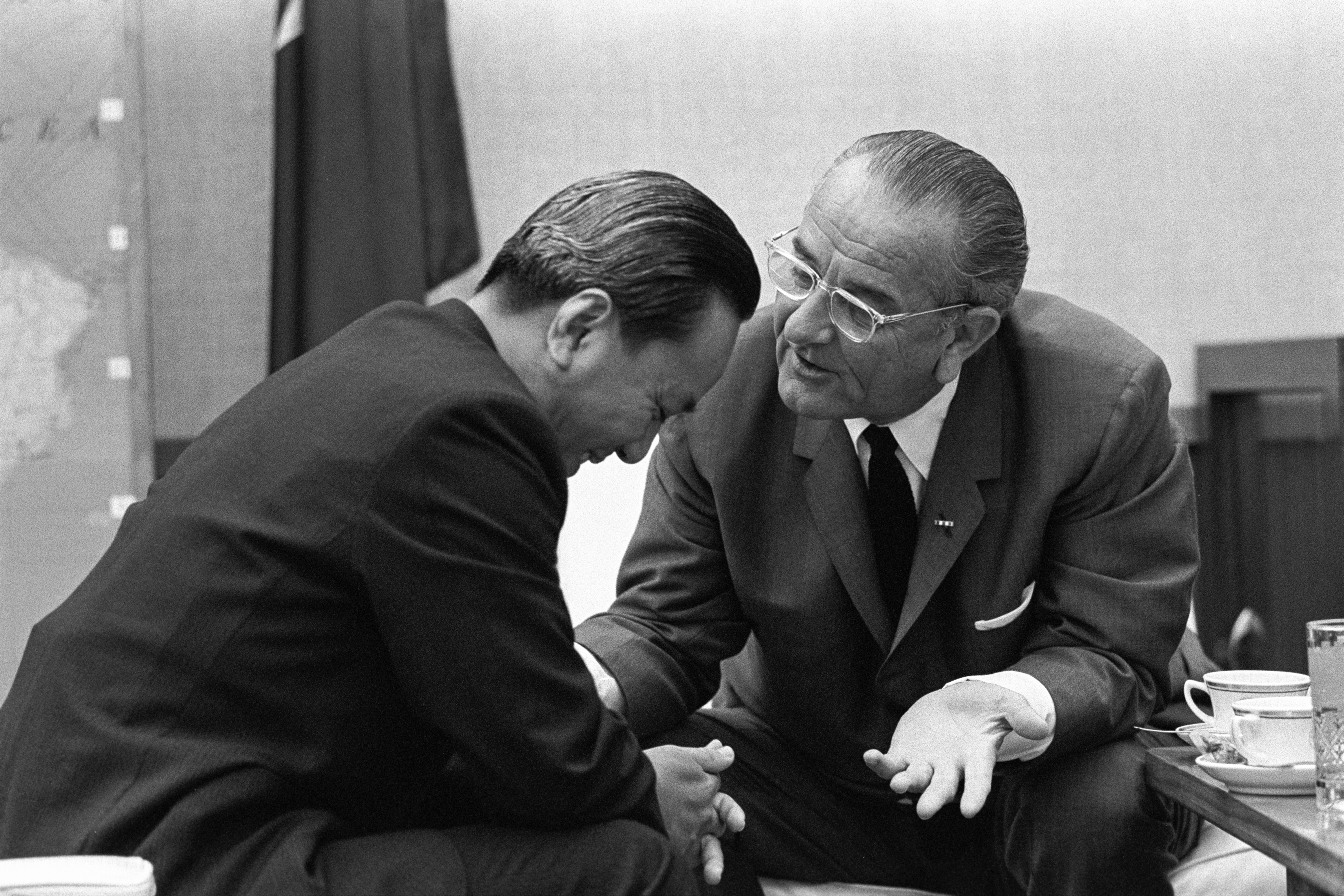
Met Lyndon B. Johnson

In 1964 werd Nguyen Van Thieu bevorderd tot commandant van het Vierde Legerkorps en lid van de Generale Staf. Hij werd tevens bevorderd tot luitenant-generaal.
Van 1964 tot 1965 was hij minister van Defensie en vicepremier. In juni 1965 nam hij samen met generaal Nguyen Cao Ky deel aan een staatsgreep die president Phan Khac Suu ten val bracht. Op 15 juni 1965 werd Nguyen Van Thieu president en op 19 juni werd generaal Ky premier. Op dat moment was generaal Nguyen Cao Ky nog machtiger, maar in de loop der jaren wist Nguyen Van Thieu meer macht naar zich toe te trekken. Met het aftreden van Ky in 1967, werd Nguyen Van Thieu de de facto staatsleider.
Op 3 september 1967 werd Nguyen Van Thieu met 38% van de stemmen tot president gekozen van Zuid-Vietnam. Hij bleef deze functie bekleden tot de Val van Saigon in 1975.
In 1968 richtte Nguyen Van Thieu een politieke partij op, het Nationaal Sociaaldemocratisch Front.
Het regime van Nguyen Van Thieu werd gekenmerkt door corruptie. In 1971 'won' Nguyen Van Thieu opnieuw de presidentsverkiezingen, hij was dan ook de enige kandidaat.

## Val van Nguyen Van Thieu
In het voorjaar van 1975 rukte het noordelijke Volksleger van Vietnam op, gesteund door het Zuid-Vietnamese Nationaal Bevrijdingsfront. Dorp na dorp en stad na stad vielen in handen van de communisten. In april 1975 stond het Noord-Vietnamees leger voor de poorten van Saigon, de Zuid-Vietnamese hoofdstad. Op 21 april 1975 droeg Nguyen Van Thieu het presidentschap over aan zijn vicepresident, Tran Van Huong (die het op zijn beurt weer overdroeg aan de neutralistische generaal Duong Van Minh) en Nguyen Van Thieu vluchtte daarop naar Taiwan. Later vestigde hij zich in Groot-Brittannië en de Verenigde Staten.
Hij stierf in september 2001 in Boston.